# Lepidodactylus orientalis
Lepidodactylus orientalis — вид геконоподібних ящірок родини геконових (Gekkonidae). Ендемік Папуа Нової Гвінеї.

## Поширення і екологія
Lepidodactylus orientalis мешають в прибережних районах на північному заході півострова Папуа на південному сході Нової Гвінеї, в Столичному окрузі та в Центральній провінції. Вони живуть у відкритих саванах, низькорослих мусонних лісах, в садах і на плантаціях та поблизу людських поселень. Зустрічаються на висоті до 665 м над рівнем моря.